# Fragebogen zu Dissoziativen Symptomen
Die Dissociative Experience Scale (DES) ist ein psychologischer Fragebogen zur Erfassung dissoziativer Symptome über Selbstbeurteilung in englischer Sprache. In der englischsprachigen Originalversion stammt er von Bernstein und Putnam aus dem Jahre 1986. Die deutsche Adaptation wurde von Freyberger und Mitarbeitern im Jahre 1999 veröffentlicht unter der Bezeichnung Fragebogen zu dissoziativen Symptomen (FDS). Eine Kurzform des FDS mit 20 Fragen (FDS-20) wurde zur Erfassung umgrenzter Zeiträume entwickelt. Es wurde auch eine Version für Kinder und Jugendliche entwickelt unter dem Namen Adolescent Dissociative Experience Scale (A-DES). Von Brunner und Mitarbeitern wurde im Jahr 1999 eine deutsche Fassung unter dem Namen Skala Dissoziativen Erlebens (SDE-J) veröffentlicht.
Die DES beinhaltet 28 Fragen. Er liefert einen Gesamtpunktwert und 4 Subskalen-Werte.
Der FDS besteht aus 44 Fragen, da er um 16 Fragen erweitert wurde, um auch der Definition der Dissoziation im ICD-10 gerecht zu werden. Diese Fragen beinhalten vor allem die körperlichen Symptome der Dissoziation. Hierzu zählen Bewegungsstörungen, „pseudoepileptische“ Anfälle sowie Störungen der Sensibilität und Sensorik.
Die Befragten sollen auf einer Skala zwischen 0 % und 100 % angeben, wie häufig sie die vorgegebenen Beispiele dissoziativer Erfahrungen in ihrem Alltag kennen. Die Zeit zum Ausfüllen wird auf etwa 15 Minuten geschätzt. Der FDS werde über die Bildung von Mittelwerten ausgewertet, wobei Werte zwischen 12 und 15 (laut Overkamp im Druck) als Hinweis auf leichte Dissoziation gewertet werden könnten. Für die deutsche Fassung werde ein Cut-Off-Wert zwischen 25 % und 30 % empfohlen, da hierfür die höchste Sensitivität und Spezifität ermittelt worden sei. Laut medizinischer Leitlinie liege der Cut-Off-Wert von FDS und FDS-20 bei 13 Punkten und der Wert der DES bei 15 Punkten. Dieser optimale Cut-Off-Wert wurde von Rodewald und Mitarbeitern 2006 mit einer ROC-Analyse ermittelt. Die Diagnose einer dissoziativen Störung solle jedoch über ein diagnostisches Interview erfolgen.

## Subskalen
- Amnesie
- Entfremdungserleben (Depersonalisation und/oder Derealisation)
- Absorptionserleben
- Konversionssymptome